# Olivier Grenouilleau
Olivier Grenouilleau (un temps Pétré-Grenouilleau), né le 20 avril 1962 à Rumilly (Haute-Savoie), est un historien français.
Spécialiste de l'histoire de l'esclavage, du marché et du travail dans leurs relations à la modernité occidentale, professeur depuis 1999 à l'université de Bretagne-Sud puis en 2007 à Sciences Po Paris, il est désormais inspecteur général de l'Éducation nationale. Il a étudié depuis 1990 les traites négrières et plus particulièrement la traite négrière à Nantes, mais ses derniers ouvrages portent sur l'histoire du marché et du travail. 
Olivier Grenouilleau est membre de l'Académie des sciences d'outre-mer et de l'Académie des sciences morales et politiques. 

## Biographie

### Famille
Son père, facteur, et sa mère, ouvrière dans une biscuiterie, ont eu trois enfants. Olivier Pétré-Grenouilleau passe sa jeunesse dans la banlieue de Nantes. Marié, il est père de trois enfants.

### Carrière
Après avoir enseigné en collège et lycée, il obtient l'agrégation d'histoire en 1988 puis soutient sa thèse d'histoire sur le milieu négrier de la ville de Nantes en 1994. Il commence sa carrière universitaire en 1995, en tant que maître de conférences et devient professeur en 1999 à l'université de Bretagne-Sud.
En mai 2007, il succède à Jean-Pierre Azéma comme professeur des universités en histoire à l'Institut d'études politiques de Paris.
Il rejoint en 2009 le groupe Histoire et Géographie de l'Inspection générale de l'Éducation, du sport et de la recherche (IGEN).
Le 25 mai 2018, il est élu membre titulaire de la première section de l'Académie des sciences d'outre-mer et le 29 avril 2024 comme membre titulaire de la section morale et sociologie de l’Académie des sciences morales et politiques, au fauteuil n°2 laissé vacant par le décès de Jean Baechler.

## Travaux
Son approche est celle de l'histoire globale. L’auteur la définit par le fait, afin de comprendre des réalités kaléidoscopiques, d’associer en les connectant toutes les thématiques nécessaires à la compréhension d’un sujet donné. Selon les ouvrages, l’histoire est ainsi associée à l’économie, la philosophie, le droit … Les sujets sont abordés dans la totalité de l’espace et du temps signifiante pour leur compréhension. D’où l’association de durées souvent longues et d’espaces allant de la France au monde occidental, avec, selon les sujets, des points de passage avec l’Afrique et l’Asie. La période de prédilection (les XVIIIe et XIXe siècles) est souvent élargie aux temps médiévaux et anciens. Sa démarche relève aussi de la sociologie historique (pour laquelle, première, la théorie est ensuite nourrie d’études de cas). Elle emprunte à la sociologie wébérienne une approche compréhensive visant à essayer de « comprendre » comment les acteurs du passé voyaient le monde, et non à reconstituer d’hypothétiques chaînes de causalités linéaires afin « d’expliquer » l’histoire. Les rapports avec l’éthique et la vie de la Polis sont constants dans ses travaux, par les thèmes étudiés (le marché, l’esclavage, le travail…) et parfois les méthodes. Forgé par Karl Polanyi afin de comprendre le fonctionnement des économies anciennes, considérées comme ayant été « enchâssées » dans le social et le culturel, le concept d’économie morale se retrouve dans plusieurs travaux (Saint-Simon, La révolution abolitionniste, Et le marché devint roi…). Mais l’approche est différente. Il ne s’agit pas de mesurer le niveau d’enchâssement ou non de l’économie, mais de comprendre les rapports associant l’économie, les sociétés et les cultures.

### Thèse sur le milieu négociant nantais entre 1750 et 1914
L'historien commence sa carrière de chercheur par l'obtention en 1994 d'une thèse sur le milieu négociant, entre 1750 et 1914, à Nantes, la ville où il a fait ses études. Malgré les réticences des descendants à transmettre des documents privés, il a réussi à rassembler 60 mètres linéaires d'archives familiales et commerciales inédites, dont 35 directement utilisables, fournies par 26 familles, incluant des brochures et ouvrages rédigés par des aïeux, ou des travaux d’histoire familiale, mais aucun document comptable, l'auteur ayant « privilégié l’étude des hommes et des mentalités ».
La première concerne la période de 1750-1789, celle des « fondateurs » des dynasties étudiées, et montre que « la culture des Lumières ne pénétrait pas profondément ce milieu négociant ». La deuxième, sur l’évolution du négoce nantais, entre la Révolution et 1840, montre sa résistance à la destruction d’une partie du système colonial, via notamment la traite illégale. La troisième partie (1840-1914) montre une grande capacité d’adaptation des descendants, qui suivirent un « cycle du sucre » entre 1840 et 1860, puis se tournèrent vers la conserverie et ensuite la spéculation immobilière balnéaire, en bénéficiant des lois d’aide à la construction de 1881 et 1893 mais sans réellement parvenir à un accès dominant « à l’âge industriel », même s'ils ont réussi à conserver un pouvoir politique important.
Publiée deux ans après son obtention sous forme de livre, le livre tiré de la thèse a été critiqué par Guillaume Daudin pour n'inclure ni notes, ni bibliographie, ni index malgré son centrage sur l’étude de familles particulières. Son titre  différent de la thèse, est aussi dénoncé par Daudin, car l'ouvrage est centré sur les négociants de Nantes entre 1750 et 1914. La version grand
public de la thèse (L’argent de la traite. Milieu négrier, capitalisme et développement : un modèle) correspond à l'étude de l’impact de la traite à Nantes en suivant, sur plus de deux siècles, l’évolution des familles l’ayant pratiquée).
La version universitaire de la thèse (reprographiée par le service des thèses de Lille III) comprend 4 volumes, dont un réservé dans sa totalité à la bibliographie, aux sources et aux documents.
Dans Libération, Dominique Kalifa a lui salué « une solide étude, attentive aux acteurs autant qu’aux structures, croisant en permanence histoire économique, sociale et culturelle pour proposer, dans la meilleure tradition braudélienne, un essai d’histoire totale ».

### Livre de synthèse sur les traites négrières
De 1999 à 2004, il est nommé membre junior de l'Institut universitaire de France. Il est ainsi en mesure de rédiger un ouvrage de synthèse qui porte à la connaissance des lecteurs français les nombreux travaux effectués par les historiens américains ou britanniques sur le sujet Les Traites négrières. Essai d'histoire globale. Il reconsidère le sujet de la traite des Noirs, de façon globale, et sous ses différents aspects :
- traite orientale ;
- traite intra-africaine ;
- traite occidentale.

Il s'attache à montrer que la traite ne revêt pas de caractère génocidaire, car il n'y a qu'une volonté mercantile de la part des négriers et pas celle d'exterminer leur « marchandise ».
Son ouvrage a été trois fois récompensé, d'abord entre juin et décembre 2005, le prix du Sénat du livre d'histoire, et le prix Chateaubriand, en pleine « affaire Olivier Grenouilleau » puis une décennie plus tard par le prix de l'essai de l'Académie française.
Le géographe Yves Lacoste, dans un compte rendu élogieux de 2005, déclare qu'il s'agit d'« un grand livre ! Et s'il s’agit bien d’histoire globale, le terme d’essai me paraît trop modeste puisque Olivier Pétré-Grenouilleau, outre l'exposé de sa réflexion personnelle, fruit de ses recherches, fait le point sur une masse considérable d’ouvrages et d’articles (en grande majorité de langue anglaise) qui traitent d’une immense question. »
De son côté, dans Critique internationale, Pap Ndiaye considère Olivier Pétré-Grenouilleau comme « en France, le successeur confirmé de Serge Daget et, à l’échelle internationale, l’un des meilleurs spécialistes internationaux du sujet » et voit dans ce livre la possibilité, pour l’histoire des traites, de « sortir de son ghetto ». Concluant : « ce n’est pas le moindre mérite de ce remarquable ouvrage ».
L'année 2005 est aussi celle d'une affaire le concernant, quand une pétition prend sa défense en décembre, après une plainte déposée en septembre par des associations antillaises protestant contre une interview donnée au Journal du Dimanche. À une question sur la querelle des chiffres concernant le nombre d'esclaves des différentes traites, il répond :

« Il faut d'abord dire que le caractère abominable de la traite n'est pas corrélé aux chiffres. Le fait que la traite orientale — en direction de l'Afrique du Nord et du Moyen-Orient — ait affecté plus de gens ne doit nullement conduire à minimiser celle de l'Europe et des Amériques. En revanche, je suis surpris que certains soient scandalisés que l'on ose parler des traites non occidentales. Toutes les victimes sont honorables et je ne vois pas pourquoi il faudrait en oublier certaines. La traite transatlantique est quantitativement la moins importante : 11 millions d'esclaves sont partis d'Afrique vers les Amériques ou les îles de l'Atlantique entre 1450 et 1869 et 9,6 millions y sont arrivés. Les traites que je préfère appeler “orientales” plutôt que musulmanes — parce que le Coran n'exprime aucun préjugé de race ou de couleur — ont concerné environ 17 millions d'Africains noirs entre 650 et 1920. Quant à la traite intrafricaine, un historien américain, Patrick Manning, estime qu'elle représente l'équivalent de 50 % de tous les déportés hors d'Afrique noire, donc la moitié de 28 millions. C'est probablement plus. Ainsi un des meilleurs spécialistes de l'histoire de l'Afrique précoloniale, Martin Klein, explique-t-il que, vers 1900, rien que dans l'Afrique-Occidentale française, on comptait plus de 7 millions d'esclaves. Aussi n'est-il sans doute pas exagéré de dire qu'il y en eut peut-être plus de 14 millions, pour le continent, sur une durée de treize siècles. »

Selon Catherine Coquery-Vidrovitch, spécialiste de la colonisation et de la décolonisation de l'Afrique, « l'ouvrage reprend comme assurés des chiffres pourtant hypothétiques : ceux des traites arabes ». Elle ajoute : « quant aux quatorze millions d'esclaves qui auraient, en sus, été "traités" et utilisés à l'intérieur du continent noir par les Africains eux-mêmes, c'est un chiffre sans fondement sérieux. »
Le même auteur note cependant par ailleurs l’importance de l’esclavage interne, et donc des flux de traite nécessaires. Ne mentionnant que la période de la fin du XIXe siècle (et non, 13 siècles d’histoire), C. Coquery-Vidrovitch écrit en effet que, « les sociétés d’Afrique de l’Ouest » comptaient « quelque 60 % d’esclaves ». « Dans les années 1870-1890, entre la moitié et les deux tiers des Africains », en général « étaient esclaves ».

### Polémique après les déclarations dans la presse
En septembre 2005, un an après la publication de son livre, l'affaire Olivier Grenouilleau défraye la chronique médiatique. Un entretien de l'auteur accordé au Journal du dimanche du 12 juin 2005, déclenche la colère de Claude Ribbe qui, dans une lettre du 13 juin 2005, accuse Grenouilleau d'être « aveuglé par son racisme ». Le même jour, un Collectif des Antillais, Guyanais, Réunionnais porte plainte pour négation de crime contre l'humanité, la traite des Noirs ayant été reconnue comme un tel crime par la loi française no 2001-434 du 23 mai 2001, « tendant à la reconnaissance de la traite et de l'esclavage en tant que crime contre l'humanité ».

Dans l'entretien au JDD, sur la question de « l'antisémitisme véhiculé par Dieudonné », l'historien note : 

« Cette accusation contre les Juifs est née dans la communauté noire américaine des années 1970. Elle rebondit aujourd'hui en France. Cela dépasse le cas Dieudonné. C'est aussi le problème de la loi Taubira qui considère la traite des Noirs par les Européens comme un “crime contre l’humanité”, incluant de ce fait une comparaison avec la Shoah. Les traites négrières ne sont pas des génocides.

La traite n'avait pas pour but d'exterminer un peuple. L'esclave était un bien qui avait une valeur marchande qu'on voulait faire travailler le plus possible. Le génocide juif et la traite négrière sont des processus différents. Il n'y a pas d’échelle de Richter des souffrances. »

Le collectif réclame qu'Olivier Grenouilleau « soit suspendu de ses fonctions universitaires pour révisionnisme ». La député PRG Christiane Taubira déclare que, selon elle, le fait que qu'Olivier Grenouilleau, professeur d'université, « payé par l'Éducation nationale sur fonds publics », puisse enseigner ses « thèses » aux étudiants pose un « vrai problème ».
Olivier Grenouilleau est soutenu par dix-neuf historiens et par près de 600 enseignants et chercheurs à travers un appel publié dans le quotidien Libération, qui défend la « liberté de la recherche scientifique » et critique notamment les lois mémorielles.
Le collectif antillais retire sa plainte en février 2006, pour ne pas rendre ses actions contre-productives eu égard à la mauvaise réception de cette plainte par les médias et certains historiens. La présidente de l'association Survie, Odile Tobner, a cependant critiqué l'approche d'Olivier Grenouilleau fin 2007,. En 2006, écrivant à propos du Soudan, Bernard-Henri Lévy indique que ceux qui s’attaquaient l’an passé à Olivier Pétré-Grenouilleau « étaient non seulement des ignares, mais aussi des salauds ».

### Travaux ultérieurs
Les travaux de Pétré-Grenouilleau pour son livre de 2004 ont en grande partie porté sur la première moitié du XIXe siècle, période où la traite atlantique est interdite, à partir de 1807, et lui ont permis de publier un nouveau livre en 2017. Il porte sur un travail de bibliographie et d'analyse des récits de voyage en Afrique de l’Ouest d'explorateurs anglais (Gray, Dochard, les frères Lander), écossais (Park, Clapperton, Laing) et français (Caillié, premier Occidental à revenir de la ville de Tombouctou, dans l'actuel Mali, Mollien, rescapé du radeau de la Méduse) effectués entre 1795 et 1830.
Les explorations de l'ancien officier anglais Hugh Clapperton, et surtout les informations recueillies par Richard Lander, son domestique, retourné avec son frère John, dans les contrées intérieures qu’il avait précédemment visitées avec Clapperton ont montré que l’inventaire dressé des ressources de l’Afrique ne comportait alors « pas d’idée de mise en valeur ni d’appel à une forme de colonisation dans le sens où ce terme est aujourd’hui compris ». Pétré-Grenouilleau rapproche, à ce sujet, la constatation par les voyageurs de la rareté des armes à feu chez les Africains de « ce que l’on sait des combats de l’époque coloniale [qui] confirme ces données » et tente une synthèse de récits publiés par des explorateurs de sensibilités différentes.
Parmi ces voyageurs, des pionniers agissant seuls ou presque (Mollien et surtout Caillié), et d'autres disposant du soutien de leur pays, forts d'une nombreuse escorte. Leur récit est empreint d'une vision abolitionniste chez les officiers britanniques Gray, Dochard, Laing, Clapperton, mais plus neutre de Mollien et Caillié qui décrivent sans idée préétablie. Le récit de Richard Lander reprend au contraire les préjugés de l’époque esclavagiste antérieure, celle de ses parents.

## Publications

### Sous le nom d'Olivier Pétré-Grenouilleau
- Moi, Joseph Mosneron, armateur négrier nantais (1748-1833). Portrait culturel d’une bourgeoisie négociante au siècle des Lumières, Éditions Apogée, Rennes, 1995, 240 p.
- L’Argent de la traite. Milieu négrier, capitalisme et développement : un modèle, Aubier, Paris, 1996, 424 p. (thèse de doctorat remaniée)
- La Traite des Noirs, P.U.F., coll. « Que sais-je ? », Paris, 1997 (réédition 1998), 128 p.
- Les Négoces maritimes français (XVIIe – XXe siècles), Belin, coll. « Sup », Paris, 1997, 256 p.
- Nantes au temps de la traite des Noirs, Hachette, Paris, 1998, 280 p.
- La Démocratie aux États-Unis et en Europe de 1918 à 1989, Bréal, Paris, 2000, 172 p.
- Saint-Simon (1760-1825). L’utopie ou la raison en actes, Payot, Paris, 2001, 514 p.
- (en) (éd.), From Slave Trade to Empire. Europe and the Colonisation of Black Africa (1780s-1880s), (« Introduction », et « Cultural systems of Representation, Economic Interests and French Penetration into Black Africa, 1780s-1880s »), Routledge, Londres, 2004, p. 1-17 ; 157-184 (actes d'un colloque tenu à Lorient en 2001)
- Nantes, histoire d’une ville, Éditions Palantines, Plomelin (29), 2003, 300 p.
- Les Traites négrières, La Documentation française, Paris, 2003, 64 p.
- Les Traites négrières. Essai d’histoire globale, Gallimard, coll. « Bibliothèque des Histoires », Paris, 2004, 468 p.  (ISBN 2070734994)
- (éd.), Abolitionnisme et société (France, Suisse, Portugal, XVIIIe – XIXe siècles), (« Introduction » et « Abolitionnisme et nationalisme : le douloureux positionnement des abolitionnistes français »), Karthala, Paris, 2005 (actes d'un colloque tenu à Lorient en 2004)
- (en) En collaboration avec Pieter Emmer, A Deus ex Machina Revisited. Colonial Trade and European Economic Development (1500-1940), Brill, 2005 (actes d’un colloque tenu à Lorient en septembre 2001).
- Nantes, éditions Palantines, 2008
- Dictionnaire des esclavages, Éditions Larousse, coll. « À présent », 2010

### Sous le nom d'Olivier Grenouilleau
- Et le marché devint roi : Essai sur l'éthique du capitalisme, Flammarion, 2013
- Qu'est-ce que l'esclavage ? Une histoire globale, Gallimard, 410 p., 2014  (ISBN 978-2070786176)[29]
- Quand les Européens découvraient l'Afrique intérieure, Tallandier, 2017, 348 p.
- La Révolution abolitionniste, Gallimard, 2017, 504 p.
- Nos petites patries. Identités régionales et État central en France, des origines à nos jours, Gallimard, 2019, 282 p.
- Fortunes de mer, sirènes coloniales, Cnrs, 2019  (ISBN 978-2271125217)
- Christianisme et esclavage, Paris, Gallimard, 2021 (ISBN 978-2-07-286850-4)

## Distinctions

### Décoration
- Officier de l'ordre des Palmes académiques (2018[30])

### Prix
- Prix Guizot de l'Institut de France (2018)
- Prix Luc-Durand-Réville de l’Académie des sciences d’outre-mer (2017) pour La Révolution abolitionniste
- Grand prix Gobert d’histoire de l’Académie française (2015)
- Prix Jean-Sainteny de l’Académie des sciences morales et politiques (2014)
- Prix du documentaire de l’Académie littéraire de Bretagne et des Pays de Loire (2011)
- Prix de l’essai de l’Académie française
- Prix du livre d’histoire du Sénat
- Prix Chateaubriand (2004-2005)
- Prix de l’Académie de Bretagne (2004)